# پرونلا رانسوم
پرونلا رانسوم (انگلیسی: Prunella Ransome; ۱۸ ژانویهٔ ۱۹۴۳ – ۴ مارس ۲۰۰۲) هنرپیشه اهل بریتانیا بود.
از فیلم‌ها یا برنامه‌های تلویزیونی که وی در آن نقش داشته است می‌توان به دور از اجتماع خشمگین، آلفرد بزرگ اشاره کرد.